# James Tolkan
James Stewart Tolkan (nacido el 20 de junio de 1931) es un actor estadounidense. Es más conocido por interpretar a personajes que tienen alguna autoridad, como policías, profesores o directores de escuelas.

## Biografía y carrera
James Stewart Tolkan nació en Calumet, Míchigan. Su padre, Ralph M. Tolkan, era un comerciante de ganado. Tolkan acudió a la Universidad de Iowa, al colegio de arte Coe College, al Actors Studio y al Eastern Arizona College. Tolkan es conocido por su interpretación en la famosa trilogía de Back to the Future, como el director Strickland del instituto de Hill Valley. En la primera película siempre se refería a Marty McFly y a su padre, George McFly,a cada uno, como "holgazán". También apareció en Back to the Future Part II (1989) y Back to the Future Part III (1990), en esta última película hacía el papel del abuelo del mismo Sr. Strickland. Aunque también ha aparecido en otras películas como Top Gun, WarGames y Masters of the Universe.
Tolkan también ha hecho apariciones como invitado en muchas series de televisión, incluyendo Naked City (Ciudad desnuda), Remington Steele, Miami Vice, The Fresh Prince of Bel-Air, y como un miembro habitual del reparto en A Nero Wolfe Mystery (2001-2002). Interpretó más de una docena de papeles variados en la serie de TV A&E y también dirigió dos episodios de A Nero Wolfe Mystery (concretamente, los episodios Muere como un perro y El siguiente testigo). Actualmente vive en Lake Placid, Nueva York.

## Filmografía

### Actor
- They Might Be Giants (1971) - Sr. Brown.
- The Friends of Eddie Coyle (1973) - El hombre de contactos del hombre.
- Serpico (1973) -  Teniente Steiger.
- Love and Death (1975) - Napoleon Bonaparte.
- Independence (1976) - Tom Paine.
- The Amityville Horror (1979) - Médico forense.
- Wolfen (1981) - Baldy.
- Prince of the City (1981) - Fiscal de distrito Polito.
- Hanky Panky (1982) - Conferenciante.
- Author! Author! (1982) - Teniente Glass.
- WarGames (1983) - Nigan, agente del FBI.
- Nightmares (1983) (voz del Bishop, segmento de "Bishop of Battle").
- Iceman (1984) - Maynard.
- The River (1984) - Howard Simpson.
- Back to the Future (1985) - Sr. Strickland.
- Top Gun (1986) - Stinger.
- Armed and Dangerous (1986) - Lou Brackman.
- Little Spies (1986) - The Kennel Master.
- Remington Steele (1985–1987) - Norman Keyes.
- Masters of the Universe (1987) - Detective Lubic.
- Made in Heaven (1987) - Mr. Bjornstead.
- Back to the Future Part II (1989) - Sr. Strickland.
- Family Business (1989) - Juez en la 2.ª prueba.
- Back to the Future Part III (1990) - Sheriff Marshal James Strickland.
- Dick Tracy (1990) - Numbers.
- Hangfire (1991) - Patch.
- Problem Child 2 (1991) - Sr. Thorn.
- Bloodfist IV: Die Trying (1992) - Agente Sterling.
- Boiling Point (1993) - Levitt.
- The Wonder Years (1993) - Entrenador Silva.
- Cobra (1993–1994) - Dallas Cassel.
- Robo Warriors (1996) - Quon.
- Nowhere Man (1995) - Comandante Cyrus Quinn (episodio "Heart of Darkness").
- Underworld (1996) - Dan "Iceberg" Eagan.
- A Nero Wolfe Mystery (2001-2002) (21 episodios, varios papeles).
- Seven Times Lucky (2004) - Dutch.
- Heavens Fall (2005) - Thomas Knight.
- Expedition Unknown: Back to the future (2021) - Sr. Strickland (guardia de seguridad, cameo).

### Director
- A Nero Wolfe Mystery (2001–2002), episodios The Next Witness, Die Like a Dog.